# Altehufe
Altehufe ist ein Ortsteil der Gemeinde Odenthal im Rheinisch-Bergischen Kreis. Er liegt an der Bundesstraße 506.

## Geschichte
Eine frühe Erwähnung hatte der Ort im 17. Jahrhundert durch Heinrich zu Alterhofen. Er verfügte laut Aufzeichnung über neun Faschinen und 27 Pfähle. Ende des 18. Jahrhunderts wird ein so genannter geistlicher Besitz in Altehove erwähnt. Um 1830 hatte der Ort erstmals den heute noch gebräuchlichen Namen Altehufe. Zu dieser Zeit gab es hier drei Ackergüter mit 26 Einwohnern.
Carl Friedrich von Wiebeking benennt die Hofschaft auf seiner Charte des Herzogthums Berg 1789 als Altehof. Aus ihr geht hervor, dass Altehufe zu dieser Zeit Teil von Oberkirspel in der Herrschaft Odenthal war.
Unter der französischen Verwaltung zwischen 1806 und 1813 wurde die Herrschaft aufgelöst und Altehufe wurde politisch der Mairie Odenthal im Kanton Bensberg zugeordnet. 1816 wandelten die Preußen die Mairie zur Bürgermeisterei Odenthal im Kreis Mülheim am Rhein.
Der Ort ist auf der Topographischen Aufnahme der Rheinlande von 1824 als Alte Hof und auf der Preußischen Uraufnahme von 1840 als Hoven verzeichnet. Ab der Preußischen Neuaufnahme von 1892 ist er auf Messtischblättern regelmäßig als Alte Hufe oder Altehufe verzeichnet.
| Jahr | Einwohner | Wohngebäude | Kategorie  | Bemerkung            |
| ---- | --------- | ----------- | ---------- | -------------------- |
| 1822 | 20        |             | Ackergüter | (Alte) Hufe genannt. |
| 1830 | 26        |             | Ackergüter | Alte-Hufe genannt.   |
| 1845 | 25        | 4           | Ackergüter |                      |
| 1871 | 22        | 3           | Hofstelle  | Altenhufe genannt.   |
| 1885 | 28        | 3           | Wohnplatz  | Alte Hufe genannt.   |
| 1895 | 15        | 4           | Wohnplatz  | Alte Hufe genannt.   |
| 1905 | 26        | 4           | Wohnplatz  | Alte Hufe genannt.   |

Seit 1910 gehört die Ortschaft, die bisher zur Pfarre Odenthal gehörte, kirchlich zum Rektorat Herrenstrunden, das 1918 eigenständige Pfarre wurde.